# Блу (Оклахома)
Блу (енгл. Blue) насељено је место без административног статуса у америчкој савезној држави Оклахома.

## Демографија
По попису из 2010. године број становника је 195.
| Група             | 2000.    | 2010.       |
| Белци             | 0 (0,0%) | 153 (78,5%) |
| Афроамериканци    | 0 (0,0%) | 1 (0,5%)    |
| Азијати           | 0 (0,0%) | 0 (0,0%)    |
| Хиспаноамериканци | 0 (0,0%) | 5 (2,6%)    |
| Укупно            | 0        | 195         |